# Prairie Village
Prairie Village är en stad i Johnson County i delstaten Kansas, USA, och är en förort till Kansas City, Missouri. Invånarantalet uppgår till 22 072 invånare (2000).